# Середнево (Галичский район)
Середнево — деревня в Берёзовском сельском поселении Галичского района Костромской области России. 

## География
Деревня расположена у реки Ноля.

## История
Согласно Спискам населенных мест Российской империи в 1872 году деревня относилась к 2 стану Солигаличского уезда Костромской губернии. В ней числилось 18 дворов, проживало 43 мужчины и 46 женщин.
Согласно переписи населения 1897 года в деревне проживало 97 человек (41 мужчина и 56 женщин).
Согласно Списку населенных мест Костромской губернии в 1907 году деревня относилась к Нольско-Березовской волости Солигаличского уезда Костромской губернии. По сведениям волостного правления за 1907 год в ней числился 21 крестьянский двор и 125 жителей.
До муниципальной реформы 2010 года деревня также входила в состав Березовского сельского поселения. По состоянию на 1 января 2014 года в деревне числилось 3 хозяйства и 6 жителей.